# تورگینی موگرن
تورگینی موگرن (سوئدی: Torgny Mogren؛ زادهٔ ۲۶ ژوئیهٔ ۱۹۶۳) یک قهرمان پیشین اسکی صحرانوردی اهل سوئد است.
او در بازی‌های المپیک زمستانی ۱۹۸۸ برندهٔ مدال طلای تیمی و همچنین نفر پنجم بازی‌های المپیک زمستانی ۱۹۹۲ در آلبرت‌ویل شد.